# Paralimnophila euryphaea
Paralimnophila euryphaea är en tvåvingeart som först beskrevs av Alexander 1947.  Paralimnophila euryphaea ingår i släktet Paralimnophila och familjen småharkrankar. Inga underarter finns listade i Catalogue of Life.